# Hyperdiplosis recurvata
Hyperdiplosis recurvata är en tvåvingeart som först beskrevs av Ephraim Porter Felt 1907.  Hyperdiplosis recurvata ingår i släktet Hyperdiplosis och familjen gallmyggor.
Artens utbredningsområde är New York. Inga underarter finns listade i Catalogue of Life.